# Chiodera und Tschudy

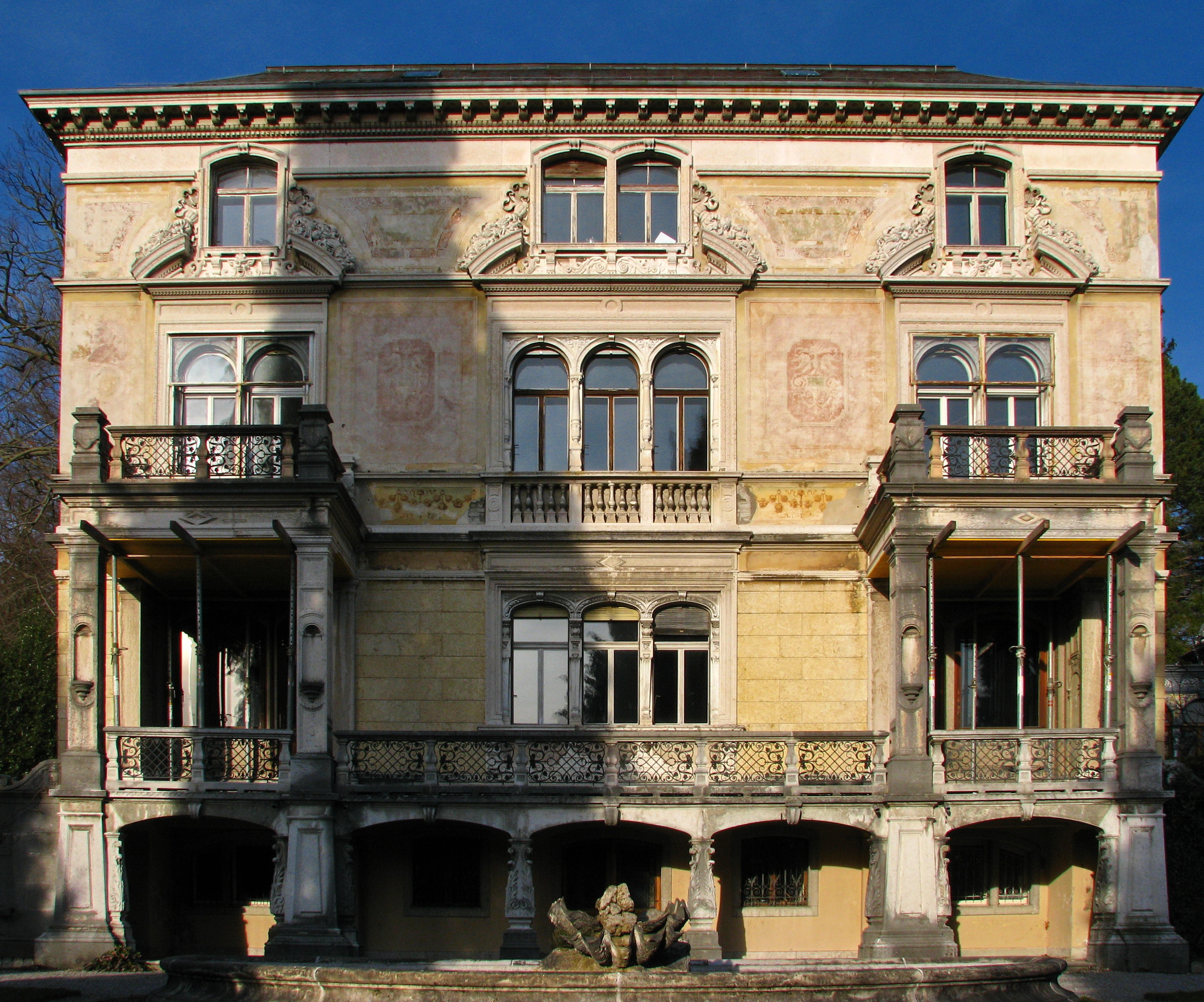
Villa Patumbah, 1883–1885

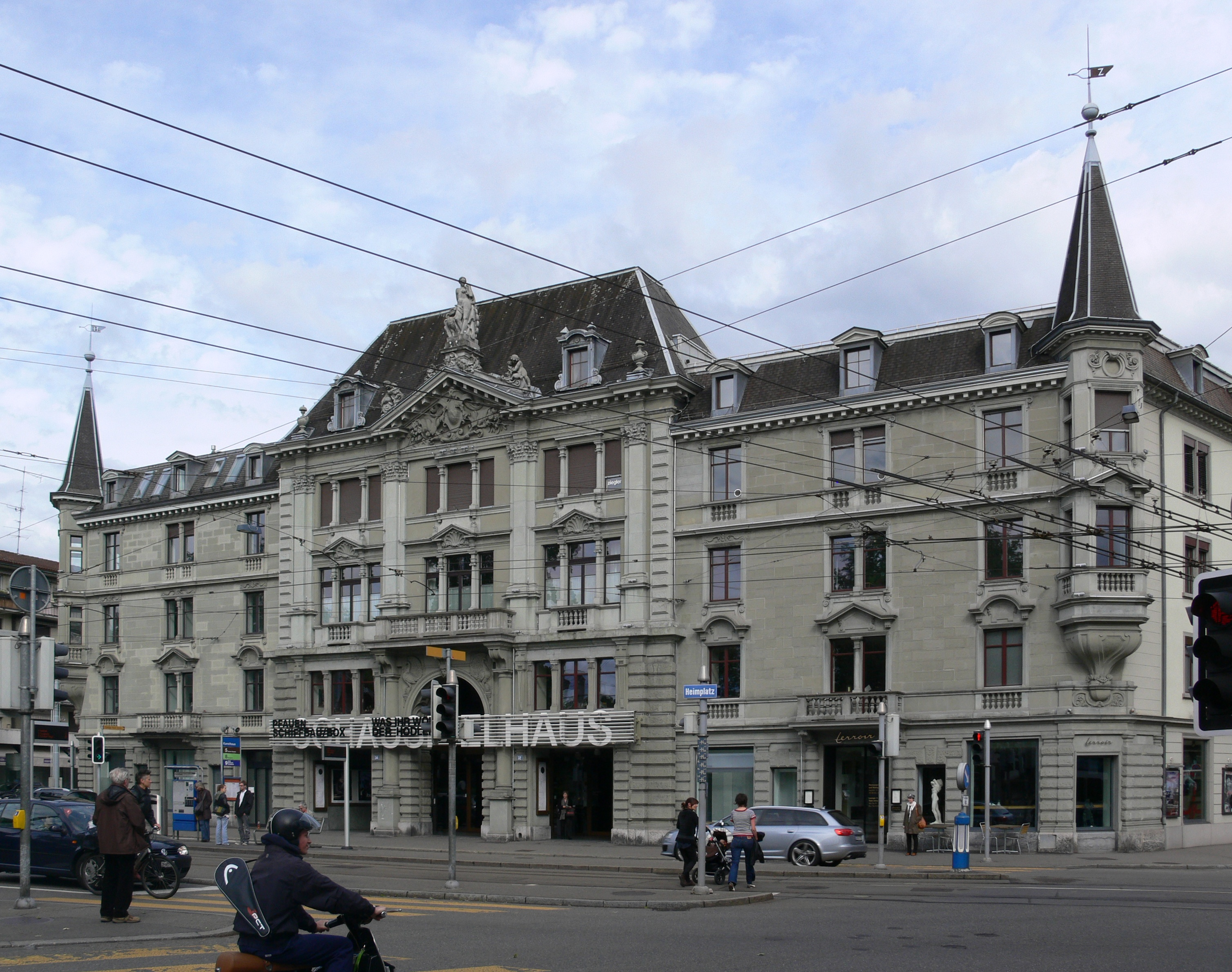
Schauspielhaus Zürich, 1888–1889

Chiodera und Tschudy war ein Schweizer Architekturbüro, das von 1878 bis 1908 in Zürich bestand. Es baute unter anderem die St. Galler und die Zürcher Synagoge, die von der Fachwelt starke Beachtung fanden. In Zürich sind das Schauspielhaus (umgebaut) und die Villa Patumbah sehr bekannt.

## Alfred Chiodera
Die Familie von Alfred Chiodera (* 25. April 1850 in Mailand; † 18. November 1916 in Hertenstein LU) war 1859 von Mailand nach Rapperswil gekommen. Nach der Matur an der Kantonsschule St. Gallen studierte er von 1868 bis 1872 an der Polytechnischen Schule Stuttgart, einer Hochburg der deutschen Neorenaissance. Während einer ersten Anstellung bei Adolf Gnauth gewann er den Architektenwettbewerb für ein Hotel in Baden. Auf seiner Italienreise 1873–1874 war er bei Giuseppe Mengoni angestellt, bei dem er die italienische Neorenaissance und dessen Eisenkonstruktionen wie die der gerade im Bau befindlichen Galleria Vittorio Emanuele kennenlernte. Auch nach seiner Rückkehr nach Zürich 1875 baute er noch mehrere Villen in Norditalien und Rom. Zunächst arbeitete er in Zürich bei Heinrich Ernst, wo er seinem späteren Partner Tschudy begegnete, mit dem er 1878 das gemeinsame eigene Büro gründete. Neben seiner Architektentätigkeit widmete sich Chiodera, der sich 1908 aus dem Berufsleben zurückzog, intensiv der Luftschifffahrt – so entwickelte er das Luftschiff ‹Chiodera mixte›, dessen Pläne er 1902 Graf Ferdinand von Zeppelin vorstellte, und – angeregt durch Arnold Böcklin – der Malerei. Er fand auf dem Friedhof Sihlfeld seine letzte Ruhestätte.

## Theophil Tschudy
Theophil Tschudy (* 6. März 1847 in Mumpf; † 15. November 1911 in Zürich) begann nach der Kantonsschule in Aarau ab 1867 das Architekturstudium an der ETH Zürich. Nach  Abschluss des Studiums arbeitete er ab 1869 bei Würth in Davos und ab 1872 bei Ray in Budapest. Wieder in Zürich arbeitete er ab 1875 bei Ernst, machte sich dann im folgenden Jahr selbständig und tat sich 1878 mit seinem Partner zusammen.

## Werk
Im gemeinsamen Büro, das von 1878 bis 1908 Bestand hatte, war Chiodera für den künstlerischen, Tschudy eher für den technisch-kaufmännischen Teil zuständig. Das Gesamtwerk machte den zeittypischen Stilwandel vom Historismus zum Jugendstil durch. Die Vorliebe für eklektizistischen Reichtum an Schmuck- und Dekorationsformen stiess auf zeitgenössische Kritik. Als typisches Beispiel der frühen Schaffensphase kann etwa die Zürcher Villa Patumbah gelten, ein Palazzo mit reicher Farbigkeit und vielfältigen Steinmaterialien in Renaissanceformen. Das an Tudorgotik gemahnende Palace-Hotel in St. Moritz in opulenter Jugendstilausstattung von 1896 akzentuiert den Beginn der zweiten Schaffensphase, an deren Ende etwa Chioderas eigenes Atelier im Eckhaus am Bleicherweg in Zürich steht.

### Werk (in Auswahl)
- Villa Legler-Hefti, Ponte San Pietro, um 1875 (Chiodera)
- Synagoge, St. Gallen, 1880–1881
- Wohnanlage Dufourstr. 40–42, Zürich, 1882
- Villa Kürsteiner, St. Gallen, 1883–1884
- Synagoge, Zürich, 1884
- Villa Patumbah, Zürich, 1883–1885
- Domfassade (Projekt), Mailand, 1886
- Schauspielhaus, Zürich, 1888–1889
- Gesellenhaus Wolfbach, Zürich, 1888–1889
- Sechseläutenplatz (Projekt), Zürich 1888–1890
- Geschäfts- und Wohnhäuser, Bleicherweg 37–47, Zürich, 1890–1906
- Hotel Palace, St. Moritz, 1892–1896
- Hotel Schweizerhof, St. Moritz, 1897–1898
- St. Peter und Paul, Kirchturmanbau an die damalige Notkirche, Zürich, 1895–1896
- Villa Chiodera, Zürich, 1897
- Villa «Dem Schönen» (Erweiterung), Zürich 1902–1904
- Palazzo Lecca-Dugacini, Rom, um 1907–1909